# Inna Deroussova
Inna Mykolaïvna Deroussova (ukrainien : Інна Миколаївна Дерусова, russe : Инна Николаевна Дерусова), née le 5 juillet 1970 et morte tuée par un bombardement russe le 26 février 2022, est une médecin militaire ukrainienne. Elle est la première femme à recevoir à titre posthume la distinction de Héros de l'Ukraine, le plus haut titre honorifique qui puisse être décerné par le gouvernement ukrainien. 

## Biographie

### Vie civile
Inna Mykolaïvna Deroussova est née le 5 juillet 1970.  Après avoir terminé des études médicales, elle est infirmière à Kryvyï Rih.

### Carrière militaire
En 2014, au début de la guerre dans le Donbass, le frère d'Inna Deroussova se porte volontaire pour intégrer le 40e bataillon d'infanterie motorisé « Kryvbas » (en).  Deroussova rejoint elle-même les forces armées ukrainiennes en 2015 comme médecin de combat au sein de la 58e brigade d'infanterie motorisée. Elle reçoit l'indicatif d'appel militaire Violette (russe : Фиалка) en référence à la fleur, étant la seule femme de sa brigade. Elle reçoit en outre le grade de sergent.
Au sein de sa brigade, Inna Deroussova dirige la compagnie médicale et forme de nombreux soignants civils à la médecine de guerre.
En 2018, Deroussova se réoriente vers le travail social, afin d'aider l'armée ukrainienne d'une autre manière, en réhabilitant ses soldats à la vie civile.  Elle est cependant régulièrement invitée à donner des conférences sur la guerre. Elle obtient son diplôme en 2020, avec une thèse portant sur la réhabilitation des soldats ayant servi en zone ATO/JFO.
Lorsque la Russie lance son invasion de l'Ukraine le 24 février 2022, Inna Deroussova rentre de vacances. Elle s'arrête cependant dans la ville d'Okhtyrka, dans l'oblast de Soumy. Les troupes russes atteignent rapidement cette ville proche de la frontière, et une bataille s'engage, lors de laquelle les Russes utilisent des armes thermobariques. Après avoir passé deux jours à soigner des soldats blessés, Inna Deroussova est tuée le 26 février par un bombardement russe sur son poste de secours, à l'âge de 52 ans.

## Décorations
Le 10 décembre 2021, Deroussova reçoit la médaille Défenseur de la patrie. 
Elle reçoit en outre plusieurs décorations à titre posthume. Le 12 mars 2022, elle est la première femme à recevoir posthumement le titre de Héros de l'Ukraine, avec l'ordre de l'Étoile d'Or,.
Le 25 mars 2022, elle reçoit, à titre posthume, un prix honorifique de l'université de Ternopil, où elle a étudié de 2018 à 2020.
En avril 2022, une rue de la ville de Moukatchevo qui portait autrefois le nom de la partisane russe Zoïa Kosmodemianskaïa est rebaptisée en l'honneur de Deroussova.

## Fausse information de mars 2022

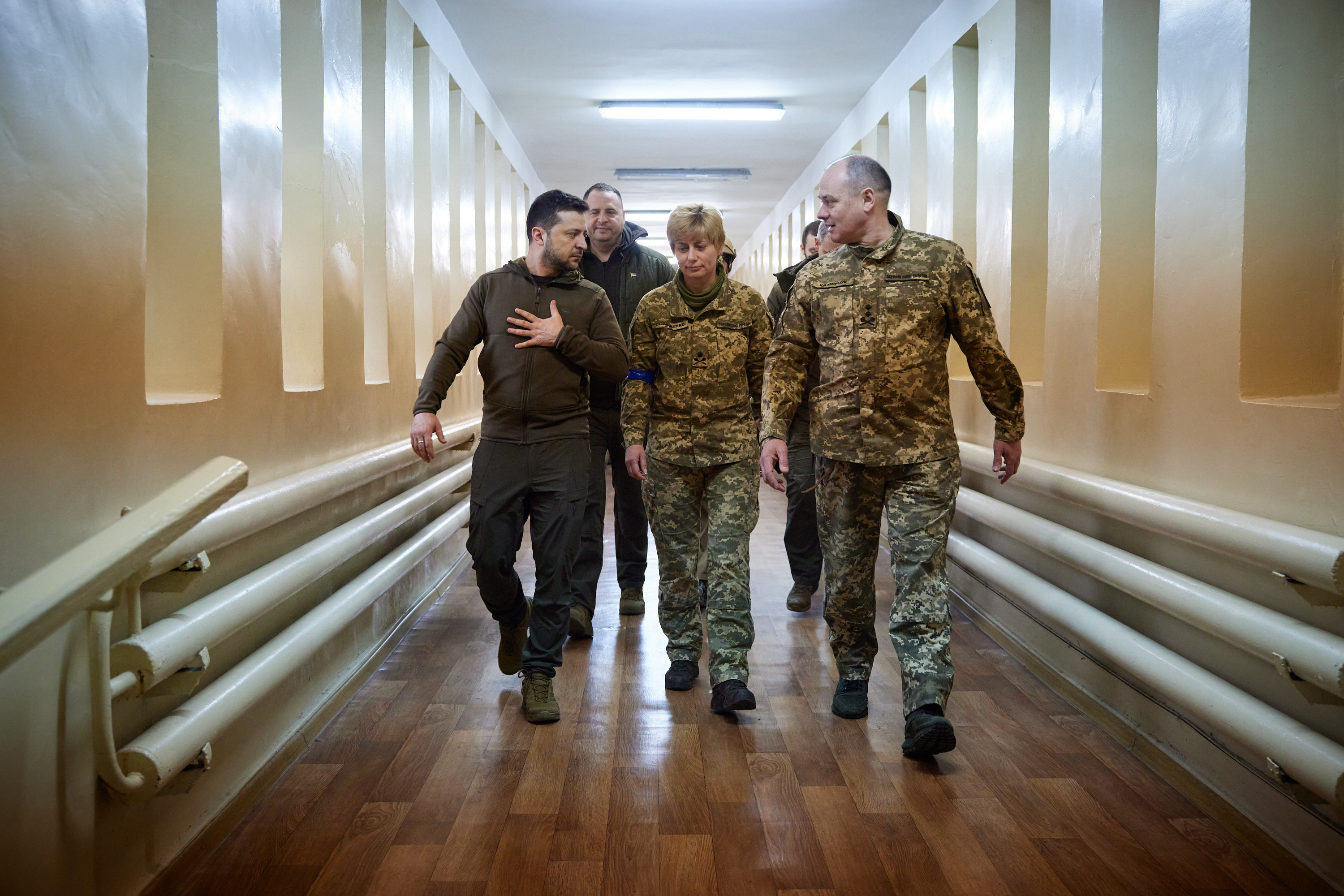
Volodymyr Zelensky avec Tetiana Ostachtchenko, en train de visiter l'hôpital militaire de Kiev en mars 2022. Le nom d'Ostachtchenko est clairement lisible (en cyrillique) sur sa poitrine.

Le 13 mars 2022, le service de presse du gouvernement ukrainien publie des photos et une vidéo du président ukrainien Volodymyr Zelensky visitant un hôpital militaire de Kiev.  Des sources pro-russes telles que RT et l'homme politique ukrainien pro-russe Illia Kiva affirment que les images montrent Zelensky accompagné d'Inna Deroussova, morte en février, prouvant ainsi selon eux que la visite est préenregistrée ou fausse. La femme qui accompagne Zelensky ce 13 mars est en réalité la commandante des forces médicales (en) ukrainiennes, la générale de brigade Tetiana Ostachtchenko, dont le nom est marqué en toutes lettres sur la bande patronymique de son uniforme,. Cette fausse information s'inscrit dans une campagne de propagande russe et pro-russe visant à faire croire que les autorités ukrainiennes ont fui le pays et que toutes les apparitions officielles de Volodymyr Zelensky sont fausses.